# Уотърфорд (графство)
Уотърфорд (на английски: County Waterford, Каунти Уотърфорд, на ирландски: Contae Phort Láirge) е едно от 26-те графства на Ирландия. Намира се в провинция Мънстър. Граничи с графствата Уексфорд, Корк, Килкени и Типърари. На югоизток граничи с Ирландско море. Има площ 1837 km². Население 107 961 жители към 2006 г. Главен град на графството е Уотърфорд. Градовете в графството са Дънгарван, Лисмор, Трамор и Уотърфорд (най-голям по население).